# Teuzzone (Zeno)
Teuzzone ist ein mehrfach vertontes Libretto zu einer Opera seria in drei Akten von Apostolo Zeno. Erstmals aufgeführt wurde es in einer Vertonung von Paolo Magni und Clemente Monari am 9. Januar 1706 im Teatro Regio Ducale in Mailand.

## Handlung

### „Argomento“
“Troncone, Imperadore della Cina, restò ucciso in una battaglia da lui data a’ ribelli, pochi giorni dopo, ch’egli aveva sposata, ma non goduta Zidiana, giovane di basse nascita, ma di vasti pensieri, amata per l’innanzi da Cino, e da Sivenio, i due primi Ministri della Corona. Per ragione di nascita, e di virtù apparteneva l’Imperio a Teuzzone figliuolo di Troncone; ma Zidiana procurò di usurparglielo, come chè poi ne fosse scacciata, rimanendo egli nel legittimo suo possesso con Zelinda, Principessa Tartara, sua sposa.
 Su questa istoria si fonda la favola, la quale prende altresì molti fondamenti da varie leggi e riti de’ Cinesi, riferiti dal Padre Martini nella sua prima Deca, e da altri Scrittori delle cose di questo Imperio.
 I. Non sempre passava la Corona nel prossimo erede. Bisognava, che ne fosse confermato dal Testamento dell’ antecessore Monarca, e dalla consegna del sigillo Imperiale: il primo de’ quali era affidato al Governatore del Regno, e l’altro al Generale dell’armi.
 II. In un certo giorno dell’ anno, che quì si accenna essere il primo Maggio, si fa nella Cina la solennità della Giumenta, con ornarsi la Sala, o il Cortile Regio di addobbi e ciò in memoria della nascita del Mondo creduta da’ Cinesi in tal giorno pel calcio, che diede una Vacca ad un’uovo, onde ei dicono che quest’ Universo sortisse.
 III. Ognuno suol farsi in vita il sepolcro, e questo a Cielo aperto, e sotto di un qualche albero.
 IV. Lungo tempo durano le solennità de’ funerali, prima alla sepoltura, e poscia al cadavere.
 V. Amìda è una delle supreme loro Deità.
 VI. Quando nella Monarchia alcuno è in pericolo di vita, o pure in necessità di avanzare i suoi disegni, si finge indovino, o inspirato da qualche Deità: di che leggonsi frequenti esempli nelle sue Istorie.
 VII. Ognuno ha quante mogli li piace, o quante può mantenerne.
 Tanto ho dovuto avvertire per piena intelligenza del Dramma.”

„Troncone, Kaiser von China, wurde wenige Tage nach seiner Hochzeit mit Zidiana, noch bevor er die Ehe vollziehen konnte, in einer Schlacht gegen Rebellen getötet. Zidiana war eine junge Frau von niedriger Geburt, aber von hochfliegenden Gedanken, die zuvor von Cino und Sivenio, den beiden wichtigsten Ministern der Krone, geliebt wurde. Aufgrund seiner Geburt und seiner Tugend fiel das Reich an Teuzzone, den Sohn Troncones; Zidiana strebte jedoch danach, es an sich zu reißen, sodass sie schließlich verbannt wurde und er zusammen mit seiner Braut Zelinda, einer tatarischen Prinzessin, in seinem legitimen Besitz blieb.
 Auf dieser Geschichte basiert diese Fabel, die außerdem viele Grundlagen aus verschiedenen Gesetzen und Riten der Chinesen bezieht, die vom Padre Martini in seiner ersten Deca [Sinicae historian decas prima, 1658] und von anderen Schriftstellern über die Dinge dieses Reiches berichtet wurden.
 I. Die Krone ging nicht immer an den nächsten Erben. Dies musste im Testament des vorigen Monarchen bestätigt und durch die Übergabe des kaiserlichen Siegels bestätigt werden: Das erstere war dem Reichsgouverneur anvertraut und das andere dem Waffengeneral.
 II. An einem bestimmten Tag des Jahres, der hier als der erste Mai angegeben ist, wird in China der Festtag der Stute gefeiert, bei dem der Saal oder der königliche Hof geschmückt wird, und dies zum Gedächtnis der Geburt der Welt, wie die Chinesen glauben, durch einen Tritt, den eine Kuh einem Ei gab, wodurch diesem Universum seine Kraft zugeschrieben wird.
 III. Ein jeder bereitet sich zu Lebzeiten sein Grab, und dieses unter offenem Himmel und unter irgendeinem Baum.
 IV. Die Trauerfeierlichkeiten benötigen viel Zeit – erst für das Begräbnis und dann für die Leiche.
 V. Amìda ist eine ihrer höchsten Gottheiten.
 VI. Wenn jemand in dieser Monarchie in Lebensgefahr ist oder einfach die Notwendigkeit sieht, seine Wünsche voranzutreiben, gibt er vor, Wahrsager oder von irgendeiner Gottheit inspiriert zu sein; davon sind in ihren Geschichten viele Beispiele zu lesen.
 VII. Jeder hat so viele Frauen wie es ihm gefällt oder so viele er unterhalten kann.
 Auf so viel musste ich für das vollständige Verständnis des Dramas hinweisen.“

### Kurzfassung
Erster Akt. Der chinesische Kaiser Troncone kommt in einer Schlacht gegen Rebellen ums Leben. In seinem Testament bestimmt er seinen Sohn Teuzzone zu seinem Nachfolger und beauftragt den Reichsgouverneur Cino und den General Sivenio, dies durchzusetzen. Troncones Verlobte Zidiana beschließt, die Macht an sich zu reißen und dafür die Gefühle Cinos und Sivenios auszunutzen, die beide in sie verliebt sind. Sie verspricht Sivenio die Ehe, damit er Cino überredet, das Testament zu fälschen. Sivenio macht Cino weis, dass Zidiana ihn dann heiraten werde. Zidiana hingegen will eigentlich Teuzzone zum Mann nehmen, der ihr als Herrscher untergeordnet sein soll. Cino verliest ein gefälschtes Testament, das sie zur Thronfolgerin bestimmt. Der protestierende Teuzzone wird eingekerkert und auf Drängen Sivenios zum Tode verurteilt. Nur Teuzzones heimliche Verlobte Zelinda, eine tatarische Prinzessin, tritt für ihn ein. Sie gibt sich als Priesterin aus und warnt vor einem Frevel. Zidiana erkennt darin eine Möglichkeit, den heimlich Geliebten zu retten. Sie bittet Zelinda, ihn zu einer Ehe mit ihr zu überreden.
Zweiter Akt. Mit Hilfe seiner Getreuen will Teuzzone seine Ansprüche gewaltsam durchsetzen. Der Aufstand wird jedoch schnell niedergeschlagen. Zelinda informiert Zidiana über Teuzzones Verlobung, ohne allerdings zu erwähnen, dass sie selbst die Braut ist. Zidiana will Teuzzones Leben schonen. Da Sivenio und Cino nachdrücklich seinen Tod fordern, verlangt sie einen ordentlichen Prozess und verspricht, dessen Urteil anzuerkennen. Cino und Sivenio verurteilen Teuzzone daraufhin in einem unfairen Prozess zum Tode. Während Sivenio keinerlei Skrupel hat, machen sich bei Cino allmählich Gewissensbisse bemerkbar. Trotz ihres Versprechens zögert Zidiana mit ihrer Unterschrift. Sie will Teuzzone noch eine Gelegenheit geben, sich für sie zu entscheiden. Er bleibt jedoch standhaft. Zidiana unterschreibt schließlich, schickt dann aber Zelinda zu ihm, die einen letzten Versuch unternehmen will, ihn umzustimmen.
Dritter Akt. Zelinda versammelt ihre tatarischen Soldaten unter ihrem Vertrauten Argonte zu einem Gegenschlag. Sie offenbart Cino das Doppelspiel Zidianas und Sivenios. Es kommt zu einem heftigen Streit zwischen den beiden Würdenträgern. Zidiana erklärt ihnen, dass sie alle beide heiraten werde, da die chinesischen Gebräuche dies erlauben. Um Teuzzones Leben zu retten, versucht Zelinda ihn zu überreden, auf eine Ehe mit Zidiana einzugehen. Teuzzone lehnt dies weiterhin ab. Er würde den Tod vorziehen. Zelinda offenbart Zidiana, dass sie selbst Teuzzones Verlobte ist. Daraufhin beschließt Zidiana, beide beim Maifest den Göttern zu opfern. Vor der Opferzeremonie verliest Cino unter dem Vorwand, das Urteil zu verkünden, das echte Testament Troncones. Teuzzones Thronrecht ist somit bestätigt. Die Tataren nehmen Zidiana und die Verschwörer fest. Teuzzone vergibt allen außer Sivenio. Er wird nun Zelinda heiraten und über China herrschen.

### Erster Akt
Ein nächtlich beleuchtetes Schlachtfeld mit dem königlichen Zelt
Szene 1. Die Chinesen unter Kaiser Troncone haben den Rebellen Ingo besiegt und den Frieden im Reich wiederhergestellt. Troncone wurde jedoch tödlich verwundet. Er verabschiedet sich von seiner trauernden Verlobten Zidiana, dem Reichsgouverneur Cino und dem General Sivenio.
Szene 2. Troncone ernennt seinen Sohn Teuzzone zum Nachfolger. Er überreicht Cino das versiegelte Testament und Sivenio das für Teuzzone bestimmte königliche Siegel. Mit seinen letzten Worten bittet er die Würdenträger, seinem Erben treu zu dienen.
Szene 3. Troncones Braut Zidiana trauert um den Verstorbenen (Arie Zidiana: „Occhi, non giova il piangere“). Dann spricht sie mit dem Hauptmann Egaro über ihre heimliche Liebe zu Teuzzone, an dessen Seite sie über China herrschen will. Sie weiß, dass sowohl Cino als auch Sivenio in sie verliebt sind, und will deren Gefühle für ihre Zwecke nutzen (Arie Egaro: „Sostenerti ancor sul trono“).
Szene 4. Zidiana verspricht Sivenio die Ehe, wenn er ihr dabei hilft, die Macht zu ergreifen (Arie Zidiana: „Dirò ad altri: mio tesoro“).
Szene 5. Sivenio überredet Cino, Troncones Testament zu Zidianas Gunsten zu fälschen. Als Lohn werde er die Hand Zidianas erhalten (Arie Sivenio: „Puoi, se’l brami“).
Szene 6. Cino sieht die Erfüllung seiner Wünsche in greifbarer Nähe. Er ist bereit, dafür seine Rechtschaffenheit und die Vernunft zu opfern (Arie Cino: „L’alma godea tranquilla“).
Tag; weites von Palmen umgebenes Feld; königliches Zelt im tatarischen Stil
Szene 7. Argonte, Hofmeister und Vertrauter der tatarischen Prinzessin Zelinda kehrt aus der Stadt zurück und betrachtet die schlafende Prinzessin, die offenbar geweint hat (Arie Argonte: „Spunta il sol; né ancora al dì“). Zelinda erwacht und erzählt von einem Albtraum, in dem ihr Geliebter Teuzzone bei seiner Thronbesteigung von einer Schlange getötet wurde.
Szene 8. Teuzzone erscheint unversehrt, und die beiden begrüßen sich freudig (Duett: „Mi usciria per gran diletto“). Die beiden haben sich seit sechs Monaten nicht mehr gesehen. Teuzzone verspricht, sie zu seiner Königin zu machen (Teuzzone: „Da uno sguardo del tuo ciglio“ – Zelinda: „Se regnar vuoi col mio affetto“).
Szene 9. Vor der Trauerfeier treffen Cino, Sivenio, Egaro, Volk und Soldaten ein, um den verstorbenen König zu ehren (Chor: „Dagl’Elisi, ove gioite“ – Cino: „Avello felice“ – Sivenio: „O palma beata“ – Teuzzone/alle: „Tomba diletta“).
Szene 10. Zidiana beginnt mit ihrer Intrige, indem sie Cino die Ehe verspricht und zugleich Sivenio zuflüstert, dass sie eigentlich ihn meine (Arie Zidiana: „Sarai mio; lo dico a te“).
Szene 11. Zelinda und Argonte habe die Szene aus einem Versteck belauscht. Sie wollen bedachtsam vorgehen. Argonte soll sich im Hintergrund bereithalten, ihr beizustehen (Arie Zelinda: „Numi eterni, gli affetti innocenti“).
Königlicher Saal mit einem Thron und Sitzplätzen
Szene 12. Teuzzone verspricht Zidiana, sie weiterhin wie eine Königin und Mutter zu ehren (Arie Teuzzone: „Alma, al pianger troppo avvezza“). Zidiana  reicht dies nicht (Arie Zidiana: „Se avessi più scettri“).
Szene 13. Vor der Verlesung des Testaments bittet Cino den Gott Amída um einen weisen Thronfolger. Die anderen schließen sich dem Wunsch an (Chor: „O vita, o mente“). Zidiana, Teuzzone, Sivenio und Cino schwören, die alten Gesetze zu befolgen und den proklamierten Thronerben zu akzeptieren („Alma bella che vedi il mio core“). Anschließend verliest Cino das gefälschte Testament, das zu Teuzzones Erstaunen Zidiana zur Kaiserin erklärt. Alle ehren sie, und Zidiana nimmt auf dem Thron Platz. Teuzzone hingegen protestiert öffentlich gegen diesen Verrat und schwört Rache (Arie Teuzzone: „Io vassallo? Io giurar fede?“).
Szene 14. Zidiana, Cino, Sivenio und Egaro lassen Teuzzone einkerkern. Widerstrebend folgt Zidiana dem Rat Sivenios und verurteilt ihn zum Tode.
Szene 15. Zelinda erhebt sich zu Teuzzones Verteidigung. Sie warnt Zidiana davor, ihre Regentschaft mit einem Verbrechen zu beginnen. Ohne ihren Namen zu nennen, stellt Argonte sie den anderen als Priesterin des Gottes Amída vor, der jeden Frevel erkennen und unverzüglich strafen könne. Zidiana gibt nach, befiehlt Cino aber, Teuzzone gut zu bewachen (Arie Cino: „L’onor del tuo cenno“).
Szene 16. Zidiana offenbart Zelinda ihre Liebe zu Teuzzone und bittet sie, zu ihm zu gehen, um ihn zu beschwichtigen. Er solle regieren, doch „durch sie“ (Arie Zidiana: „Vanne… Digli… Sì, digli ch’io tacqui“).
Szene 17. Zelinda weiß jetzt, dass sie in der Königin eine Rivalin hat. Argonte kann sie nicht beruhigen. Dennoch will Zelinda versuchen, Teuzzone sein rechtmäßiges Königreich zu verschaffen (Arie Zelinda: „Non si serva con mia pena“).
Szene 18. Argonte ist beeindruckt von Zelindas Liebe und Tatkraft (Arie Argonte: „Amor, che non ha ingegno“).

### Zweiter Akt
Platz mit Wappen
Szene 1. Teuzzone will die Thronräuber durch einen Aufstand ihm ergebener Soldaten besiegen (Arie Teuzzone: „Sparsi a l’aure ite, o vessilli“).
Szene 2. Zelinda fleht Teuzzone an, nicht auf Gewalt zu setzen, da er kaum eine Chance auf Erfolg habe (Arie Zelinda: „Morte vuoi? Va’ pur, crudele“). Da er sich nicht davon abbringen lässt, wollen Argonte und Zelinda mit ihren Tataren an seiner Seite kämpfen. Teuzzone lehnt das ab. Sie solle stattdessen für ihn beten (Arie Teuzzone: „Pria di partir da voi, luci adorate“).
Szene 3. Zelindas Gefühle schwanken zwischen Hoffnung und Furcht (Arie Zelinda: „Sì, diventi la speranza“).
Szene 4. Argonte betet zu den Göttern, dass Gerechtigkeit und Unschuld siegen werden (Arie Argonte: „Vizio esulta e virtù sta languendo“).
Ort des Tribunals mit kleinen Sitzen
Szene 5. Zidiana befiehlt ihren Wachen, Teuzzone mit allen Mitteln zu bekämpfen (Arie Zidiana: „Troverò qualche conforto“).
Szene 6. Zidiana kann nicht verstehen, warum Teuzzone ihre Liebe zurückweist und sie stattdessen bekriegt. Sie fragt Zelinda nach ihrer Einschätzung. Zelinda behauptet, sie habe noch nicht mit Teuzzone sprechen können, da die Kämpfe bereits ausgebrochen seien.
Szene 7. Egaro berichtet Zidiana, dass Teuzzone besiegt und festgenommen wurde. Zidiana bittet Egaro, sicherzustellen, dass sein Leben geschont und er ihr persönlich übergeben werde.
Szene 8. Zelinda teilt Zidiana (die ihre Identität noch immer nicht kennt) mit, dass Teuzzone schon lange mit der Tatarenprinzessin Zelinda verlobt sei (Arie Zelinda: „Sì facile al tuo amor“).
Szene 9. Egaro informiert Zidiana darüber, dass Teuzzone lebe, Sivenio und Cino aber seinen Tod fordern (Egaro: „Chi vi oltraggiò, begl’occhi“).
Szene 10. Sivenio und Cino beglückwünschen Zidiana für den Sieg („Non più teme, non più orrori“). Dann versuchen sie sie davon zu überzeugen, dass Teuzzone eine Gefahr darstelle, solange er am Leben sei. Zidiana verlangt für seine Hinrichtung das Urteil eines ordentlichen Prozesses. Ein solches werde sie unterzeichnen. Insgeheim hofft sie, Teuzzone dadurch zu retten (Arie Zidiana: „Soffri costante“).
Szene 11. Sivenio überzeugt den zögernden Cino von der Notwendigkeit eines Unrechtsurteils.
Szene 12. Vor dem Prozess spricht sich Teuzzone selbst Mut zu (Arie Teuzzone: „Tempo è già di armarti, o core“). Er erinnert die Ankläger an sein Geburtsrecht und weist auf die Unrechtmäßigkeit der Anklage hin. Cino und Sivenio verurteilen ihn direkt zum Tode. Teuzzones Willen können sie jedoch nicht brechen (Arie Teuzzone: „Prova sia di mia innocenza“).
Szene 13. Sivenio drängt Cino, das Urteil zu unterschreiben (Arie Sivenio: „La dolce mia vendetta“).
Szene 14. Cino zweifelt daran, dass Zidiania es ehrlich mit ihm meint. Vielleicht hat er seine Rechtschaffenheit vergeblich aufgegeben (Arie Cino: „Troppo offendo il bel che adoro“).
Königliches Kabinett
Szene 15. Zelinda bittet Zidiana, Gnade walten zu lassen.
Szene 16. Sivenio legt Zidiana das Urteil zur Unterschrift vor. Sie zögert jedoch und verspricht schließlich, es noch vor Sonnenuntergang zu unterschreiben (Arie Sivenio: „Troppo siete disdegnosi“).
Szene 17. Zidiana lässt Teuzzone zu einer geheimen Unterredung kommen, die Zelinda belauschen soll (Arie Zelinda: „Penso ma mi confondo“).
Szene 18. Egaro führt Teuzzone herein. Zidiana erklärt ihm ihre Liebe und lässt ihm die Wahl zwischen dem Tod und dem Thron. Teuzzone entscheidet sich für den Tod und verlangt, in den Kerker zurückgebracht zu werden (Arie Teuzzone: „Né la tua sorte“).
Szene 19. Zidiana sieht keine Möglichkeit mehr, Teuzzone zu retten. Sie unterschreibt das Urteil. Da schlägt Zelinda vor, selbst noch einmal mit ihm zu reden, um ihn umzustimmen. Sie werde ihn ihr dann überlassen (Arie Zelinda: „Sarà il tuo core“).
Szene 20. Zidiana hofft auf die Erfüllung ihrer Liebe (Arie Zidiana: „Col mio ben in dolce nodo“).

### Dritter Akt
Königliche Gärten, die zum Gefängnis führen
Szene 1. Argonte und Zelinda versammeln die tatarischen Truppen zu einem Angriff auf die Thronräuber (Arie Argonte: „Disunirmi non può vil timore“).
Szene 2. Da nähert sich Cino, der noch immer von Gewissensbissen geplagt wird. Zelinda beschließt, ihn auf ihre Seite zu ziehen (Arie Zelinda: „Quanto costi al mio riposo“). Sie verrät ihm das Doppelspiel Zidianas, die nicht ihn, sondern Sivenio heiraten wolle (Arie Zelinda: „Se credi a quel bel labbro“).
Szene 3. Als Cino Sivenio damit konfrontiert, gibt dieser zu, dass er selbst an Zidianas Seite den Thron besteigen werde. Es kommt zu einem heftigen Streit zwischen den beiden.
Szene 4. Cino und Sivenio teilen Zidiana mit, dass sie bis zum Tod um sie kämpfen wollen. Daraufhin erklärt Zidiana, dass sie beide in ihren Augen gleichwertig seien und die chinesischen Gesetze es ihr erlauben, alle beide zu heiraten (Arie Zidiana: „In te, mio amore“).
Szene 5. Cino ist zutiefst enttäuscht. Sivenio hingegen scheint diese Entscheidung zu akzeptieren (Arie Sivenio: „Benché io l’ami, soffro in pace“).
Szene 6. Cino beschließt, die Intrigen aufzugeben und Reue zu zeigen (Arie Cino: „Esci di servitù“).
Gefängnis
Szene 7. Egaro rät Teuzzone, die Liebe der Königin zu erwidern, um sein Leben zu retten (Arie Egaro: „Non v’è costanza in me“).
Szene 8. Teuzzone sehnt sich verzweifelt nach Zelinda (Arie Teuzzone: „Languidi miei sospiri“).
Szene 9. Diese trifft ein und versucht ebenfalls, ihn zum Einlenken zu bewegen. Er solle wenigstens so tun, als würde er Zidiana lieben. Teuzzone lehnt dies ab. Er ist bereit zum Tod.
Szene 10. Teuzzone beharrt auch Zidiana gegenüber auf seiner Entscheidung.
Szene 11. Zidiana befiehlt Egaro, Teuzzone zur Hinrichtungsstätte zu führen. Teuzzone bittet sie, seine Braut über seinen Tod zu informieren. Er sei gestorben, um ihr die Treue zu bewahren (Arie Teuzzone: „Quest’amplesso a la mia sposa“).
Szene 12. Zelinda gibt sich Zidiana als Teuzzones Verlobte zu erkennen und fordert sie auf, sie mit ihm zu vereinen. Sie provoziert Zidiana so lange, bis sie Rache schwört (Arie Zidiana: „Su l’orme del furor“).
Szene 13. Zelinda überlässt sich ihren widersprüchlichen Gefühlen (Arie Zelinda: „Al dispetto del mio duolo“).
Pastoraler Saal, der den Palast des Frühlings darstellt; alles mit Blumen geschmückt
Szene 14. Zidiana, Cino, Sivenio, Egaro und Volk feiern das Mai-Fest im Gedenken an die Geburt der Welt. Teuzzone soll zu diesem Anlass auf dem Altar geopfert werden.
Szene 15. Teuzzone wird hereingeführt, und Zidiana verkündet, dass Zelinda sein Schicksal teilen soll, da sie ein Sakrileg begangen habe.
Szene 16. Zelinda kann Teuzzone noch einmal umarmen, bevor eine goldene und mit Blumen geschmückte Figur einer Stute hereingebracht wird, vor der die beiden getötet werden sollen. Die Erlösung bringt Cino: Unter dem Vorwand, das Urteil zu verkünden, verliest er das originale Testament Troncones, das Teuzzone zum Thronfolger erklärt. Er erklärt, dass Teuzzone der rechtmäßige König und Sivenio ein Verräter sei.
Szene 17. Die Statue öffnet sich, und tatarische Krieger steigen heraus. Argonte und seine Soldaten nehmen Zidiana und ihre Helfer fest. Der neue König Teuzzone vergibt ihnen gnädig. Nur Sivenio soll festgenommen werden. Egaro berichtet aber, dass der sich soeben selbst getötet habe. Teuzzone erklärt Zelinda zu seiner Frau und dankt Cino. Alle feiern (Chor: „Fermezza ha l’altezza“).

## Werkgeschichte
Apostolo Zenos Teuzzone ist das älteste italienische Opernlibretto, das in China spielt und sich auf die damals bekannten chinesischen Gebräuche und Gesetze bezieht. Andere Handlungselemente wie die Kerkerszene, das von Zelinda belauschte Gespräch von Zidania und Teuzzone oder das Gerichtsverfahren hingegen sind typisch für das Theater der Entstehungszeit. Den literarischen Hintergrund entnahm Zeno Jean Racines Bajazet (1672) und Thomas Corneilles Tragödie Le comte d’Essex (1678). Letzteres wiederum behandelt die Beziehung der englischen Königin Elisabeth I. mit dem Earl of Essex, deren Charakterzüge in Zidiana und Teuzzone erkennbar blieben. Dieses Libretto wurde von den Zeitgenossen hoch geschätzt. Es gilt als Musterbeispiel für die sogenannte arkadische Reform der italienischen Oper und diente als Inspirationsquelle für einige noch erfolgreichere Libretti von Pietro Metastasio und Antonio Salvi.:244

## Vertonungen
Folgende Komponisten vertonten dieses Libretto:
| Komponist                                  | Uraufführung                                      | Aufführungsort | Anmerkungen |  |
| ------------------------------------------ | ------------------------------------------------- | -------------- | --- |  |
| Paolo Magni und Clemente Monari            | 9. Januar 1706, Teatro Regio Ducale               | Mailand        | |  |
| Antonio Lotti                              | 27. Dezember 1707, Teatro San Cassiano            | Venedig        | am 19. November 1708 überarbeitet als L’inganno vinto dalla ragione im Teatro dei Fiorentini in Neapel; im Herbst 1711 als Teuzzone im Teatro Formagliari in Bologna                                                              |  |
| Anonym                                     | 1708, Teatro di Santa Cecilia                     | Palermo        | |  |
| Giuseppe Maria Orlandini u. a.             | 3. Januar 1712                                    | Florenz        | als La costanza fra gl’inganni; am 25. Mai 1712 als Teuzzone im Teatro Bonacossi in Ferrara; im Herbst 1712 als Teuzzone im Teatro Sant’Agostino in Genua; im Frühjahr 1734 als Teuzzone im Theater des Grafen von Sporck in Prag |  |
| Anonym                                     | Karneval 1713, Theater                            | Verona         | |  |
| Girolamo Casanova und Andrea Stefano Fiorè | 1716, Teatro Carignano                            | Turin          | erster und zweiter Akt von Casanova, dritter Akt von Fiorè; Libretto bearbeitet von Bursetti |  |
| Francesco Ciampi                           | Karneval 1717, Teatro Ducale                      | Massa          | Karneval 1721 im Teatro San Sebastiano in Livorno |  |
| Antonio Vivaldi → Teuzzone (Vivaldi)       | 28. Dezember 1718, Teatro Arciducale              | Mantua         | Bearbeitung der Librettofassung von Casanova und Fiorè |  |
| Francesco Feo                              | 20. Januar 1720, Teatro San Bartolomeo            | Neapel         | |  |
| Attilio Ariosti                            | 10. Oktober 1727, King’s Theatre in the Haymarket | London         | Libretto vermutlich bearbeitet von Nicola Francesco Haym; Ariosti war möglicherweise nur der Bearbeiter, nicht der Komponist |  |
| Geminiano Giacomelli                       | 28. August 1728, Teatro Regio Ducale              | Mailand        | als Zidiana |  |
| Anonym                                     | November 1735, Teatro Privilegiato                | Wien           | |  |
| Dionisio Zamperelli                        | 30. September 1753, Teatro San Sebastiano         | Livorno        | |  |
| Giuseppe Nicolini                          | 22. Januar 1825, Teatro Regio                     | Turin          | in zwei Akten |  |

## Digitalisate
1. ↑  Paolo Magni, Clemente Monari: Teuzzone. Libretto (italienisch), Mailand 1706. Digitalisat bei Google Books.
2. ↑  Antonio Lotti: Teuzzone. Libretto (italienisch), Venedig 1707. Digitalisat im Internet Archive.
3. ↑  Antonio Lotti: L’inganno vinto dalla ragione. Libretto (italienisch), Neapel 1708. Digitalisat der Library of Congress.
4. ↑  Anonym: Il Teuzzone. Libretto (italienisch), Palermo 1708. Digitalisat im Corago-Informationssystem der Universität Bologna.
5. ↑  Giuseppe Maria Orlandini u. a.: La costanza fra gl’inganni. Libretto (italienisch), Florenz 1711. Digitalisat der Biblioteca Nazionale Braidense.
6. ↑  Anonym: Teuzzone. Libretto (italienisch), Verona 1713. Digitalisat der Biblioteca Nazionale Braidense.
7. ↑  Girolamo Casanova, Andrea Stefano Fiorè: Teuzzone. Libretto (italienisch), Turin 1716. Digitalisat der Library of Congress.
8. ↑  Francesco Ciampi: Il Teuzzone. Libretto (italienisch), Massa 1717. Digitalisat im Museo internazionale e biblioteca della musica di Bologna.
9. ↑  Attilio Ariosti: Teuzzone. Libretto (italienisch), London 1727. Digitalisat im Internet Archive.
10. ↑  Geminiano Giacomelli: Zidiana. Libretto (italienisch), Mailand 1728. Digitalisat bei Google Books.
11. ↑  Dionisio Zamperelli: Il Teuzzone. Libretto (italienisch), Livorno 1753. Digitalisat im Museo internazionale e biblioteca della musica di Bologna.
12. ↑  Giuseppe Nicolini: Teuzzone. Libretto (italienisch), Turin 1825. Digitalisat im Internet Archive.